# 第52回全国中学校サッカー大会
令和3年度 全国中学校体育大会 第52回全国中学校サッカー大会（れいわ3ねんど ぜんこくちゅうがっこうたいいくたいかい だい52かいぜんこくちゅうがっこうサッカーたいかい）は2021年8月19日から8月23日に山梨県内で行われた全国中学校サッカー大会。

## 出場校
| 地区       | 代表校                           |
| ---------- | -------------------------------- |
| 開催地     | 甲府市立東中学校（山梨）         |
| 北海道 (2) | 札幌大谷中学校                   |
| 北海道 (2) | 音更町立下音更中学校             |
| 東北 (3)   | 青森山田中学校（青森）           |
| 東北 (3)   | 東北学院中学校（宮城）           |
| 東北 (3)   | 遠野市立遠野中学校（岩手）       |
| 関東 (7)   | 暁星国際中学校（東京）           |
| 関東 (7)   | 新座市立第二中学校（埼玉）       |
| 関東 (7)   | 修徳中学校（東京）               |
| 関東 (7)   | 富士吉田市立下吉田中学校（山梨） |
| 関東 (7)   | 鹿嶋市立鹿島中学校（茨城）       |
| 関東 (7)   | 桐生大学附属中学校（群馬）       |
| 関東 (7)   | 甲府市立城南中学校（山梨）       |
| 東海 (3)   | 浜松開誠館中学校（静岡）         |
| 東海 (3)   | 帝京大学可児中学校（岐阜）       |
| 東海 (3)   | 静岡学園中学校（静岡）           |

| 地区       | 代表校                           |
| ---------- | -------------------------------- |
| 北信越 (2) | あわら市芦原中学校（福井）       |
| 北信越 (2) | 新潟市立小針中学校（新潟）       |
| 関西 (5)   | 三田学園中学校（兵庫）           |
| 関西 (5)   | アサンプション国際中学校（大阪） |
| 関西 (5)   | 枚方市立第四中学校（大阪）       |
| 関西 (5)   | 生駒市立上中学校（奈良）         |
| 関西 (5)   | 神戸市立本庄中学校（兵庫）       |
| 中国 (2)   | 高川学園中学校（山口）           |
| 中国 (2)   | 修道中学校（広島）               |
| 四国 (2)   | さぬき市立さぬき南中学校（香川） |
| 四国 (2)   | 高知中学校（高知）               |
| 九州 (5)   | 神村学園中等部（鹿児島）         |
| 九州 (5)   | 鹿児島育英館中学校（鹿児島）     |
| 九州 (5)   | 長崎南山中学校（長崎）           |
| 九州 (5)   | 佐賀市立城東中学校（佐賀）       |
| 九州 (5)   | 大分市立大東中学校（大分）       |

## 試合会場
（出典：）
- JITリサイクルインクスタジアム（小瀬スポーツ公園陸上競技場）（甲府市）
- 富士北麓公園 陸上競技場（富士吉田市）
- 富士北麓公園 球技場（富士吉田市）
- 富士河口湖町くぬぎ平スポーツ公園第1サッカー場（富士河口湖町）
- 富士河口湖町くぬぎ平スポーツ公園第2サッカー場
- 富士河口湖町くぬぎ平スポーツ公園人工芝運動場A面
- 富士河口湖町くぬぎ平スポーツ公園人工芝運動場B面
- 都留市総合運動公園やまびこ競技場（都留市）
- 山中湖交流プラザきららサッカー場（山中湖村）

## 試合方式
（出典：）
- 試合時間は前後半30分ハーフの60分で、ハーフタイムのインターバルに関しては原則10分に設定する。勝敗が決まらない場合は5分ハーフの10分間の延長戦を実施し、それでも決まらない場合はPK戦でこの試合の勝利を決する。決勝戦も同様。
- トーナメント方式でベスト3を決定する（3位決定戦は行わない）が、決勝戦において、雷雨などの状況になって試合不成立の場合は両校優勝の扱いにする。

## 試合日程・結果

### 1回戦
| #1 | 2021年8月19日 10:00 |

| 神村学園中等部 | 3 - 0    | 遠野中学校 |
|                | 公式記録 |            |

| 富士北麓公園陸上競技場（天然芝） |

| #2 | 2021年8月19日 10:00 |

| 本庄中学校 | 0 - 8    | 長崎南山中学校 |
|            | 公式記録 |                |

| 河口湖くぬぎ平人工芝運動場A面（人工芝） |

| #03 | 2021年8月19日 12:30 |

| 東北学院中学校 | 0 - 0 (延長) | 高川学園中学校 |
|                | 公式記録     |                |
|                | PK戦         |                |
|                | 4 - 3        |                |

| 富士北麓公園球技場（天然芝） |

| #4 | 2021年8月19日 12:30 |

| 上中学校 | 0 - 1    | 札幌大谷中学校 |
|          | 公式記録 |                |

| 河口湖くぬぎ平人工芝運動場B面（人工芝） |

| #5 | 2021年8月19日 10:00 |

| 鹿児島育英館中学校 | 0 - 1    | アサンプション国際中学校 |
|                    | 公式記録 |                          |

| 河口湖第2サッカー場（天然芝） |

| #6 | 2021年8月19日 10:00 |

| 芦原中学校 | 0 - 1    | 高知中学校 |
|            | 公式記録 |            |

| 山中湖きららサッカー場（人工芝） |

| #7 | 2021年8月19日 12:30 |

| 大東中学校 | 1 - 2    | 暁星国際中学校 |
|            | 公式記録 |                |

| 河口湖第1サッカー場（天然芝） |

| #8 | 2021年8月19日 12:30 |

| 修徳中学校 | 2 - 2 (延長) | 帝京大学可児中学校 |
|            | 公式記録     |                    |
|            | PK戦         |                    |
|            | 5 - 4        |                    |

| 都留市やまびこ競技場（天然芝） |

| #9 | 2021年8月19日 10:00 |

| 青森山田中学校 | 9 - 0    | 城東中学校 |
|                | 公式記録 |            |

| 河口湖第1サッカー場（天然芝） |

| #10 | 2021年8月19日 10:00 |

| 修道中学校 | 1 - 5    | 甲府東中学校 |
|            | 公式記録 |              |

| 都留市やまびこ競技場（天然芝） |

| #11 | 2021年8月19日 12:30 |

| 枚方第四中学校 | 中止 | 新座第二中学校 |
|                |      |                |

| 河口湖第2サッカー場（天然芝） |

| #12 | 2021年8月19日 12:30 |

| 三田学園中学校 | 4 - 0    | 下音更中学校 |
|                | 公式記録 |              |

| 山中湖きららサッカー場（人工芝） |

| #13 | 2021年8月19日 10:00 |

| 浜松開誠館中学校 | 2 - 0    | 桐生大学附属中学校 |
|                  | 公式記録 |                    |

| 富士北麓公園球技場（天然芝） |

| #14 | 2021年8月19日 10:00 |

| 静岡学園中学校 | 4 - 0    | 鹿島中学校 |
|                | 公式記録 |            |

| 河口湖くぬぎ平人工芝運動場B面（人工芝） |

| #15 | 2021年8月19日 12:30 |

| さぬき南中学校 | 1 - 4    | 城南中学校 |
|                | 公式記録 |            |

| 富士北麓公園陸上競技場（天然芝） |

| #16 | 2021年8月19日 12:30 |

| 下吉田中学校 | 0 - 1    | 小針中学校 |
|              | 公式記録 |            |

| 河口湖くぬぎ平人工芝運動場A面（人工芝） |

### 2回戦
| #17 | 2021年8月20日 10:00 |

| 神村学園中等部 | 4 - 0    | 長崎南山中学校 |
|                | 公式記録 |                |

| 河口湖第1サッカー場（天然芝） |

| #18 | 2021年8月20日 12:30 |

| 東北学院中学校 | 0 - 2    | 札幌大谷中学校 |
|                | 公式記録 |                |

| 河口湖第2サッカー場（天然芝） |

| #19 | 2021年8月20日 10:00 |

| アサンプション国際中学校 | 2 - 1    | 高知中学校 |
|                          | 公式記録 |            |

| 富士北麓公園球技場（天然芝） |

| #20 | 2021年8月20日 12:30 |

| 暁星国際中学校 | 1 - 1 (延長) | 修徳中学校 |
|                | 公式記録     |            |
|                | PK戦         |            |
|                | 5 - 4        |            |

| 富士北麓公園陸上競技場（天然芝） |

| #21 | 2021年8月20日 10:00 |

| 青森山田中学校 | 7 - 0    | 甲府東中学校 |
|                | 公式記録 |              |

| 富士北麓公園陸上競技場（天然芝） |

| #22 | 2021年8月20日 10:00 |

| 枚方第四中学校 | 0 - 0 (延長) | 三田学園中学校 |
|                | 公式記録     |                |
|                | PK戦         |                |
|                | 2 - 4        |                |

| 富士北麓公園球技場（天然芝） |

| #23 | 2021年8月20日 10:00 |

| 浜松開誠館中学校 | 0 - 1    | 静岡学園中学校 |
|                  | 公式記録 |                |

| 河口湖第2サッカー場（天然芝） |

| #24 | 2021年8月20日 12:30 |

| 城南中学校 | 1 - 2    | 小針中学校 |
|            | 公式記録 |            |

| 河口湖第1サッカー場（天然芝） |

### 準々決勝
| #25 | 2021年8月21日 10:00 |

| 神村学園中等部 | 0 - 0 (延長) | 札幌大谷中学校 |
|                | 公式記録     |                |
|                | PK戦         |                |
|                | 3 - 1        |                |

| 富士北麓公園陸上競技場（天然芝） |

| #26 | 2021年8月21日 12:30 |

| アサンプション国際中学校 | 4 - 2 (延長) | 暁星国際中学校 |
|                          | 公式記録     |                |

| 河口湖第1サッカー場（天然芝） |

| #27 | 2021年8月21日 10:00 |

| 青森山田中学校 | 4 - 2    | 三田学園中学校 |
|                | 公式記録 |                |

| 河口湖第1サッカー場（天然芝） |

| #28 | 2021年8月21日 12:30 |

| 静岡学園中学校 | 2 - 0    | 小針中学校 |
|                | 公式記録 |            |

| 富士北麓公園陸上競技場（天然芝） |

### 準決勝
| #29 | 2021年8月22日 10:00 |

| 神村学園中等部                                | 4 - 1    | アサンプション国際中学校 |
| 名和田我空 24分, 59分, 60+3分 · 新垣陽盛 44分 | 公式記録 | 杉本陽 10分              |

| 河口湖第1サッカー場（天然芝） 観客数: 50人 主審: 小野田伊佐子 |

| #30 | 2021年8月22日 10:00 |

| 青森山田中学校                                  | 3 - 1    | 静岡学園中学校  |
| 増田敢太 35分 · 大沢悠真 53分 · 泉山周仁 60+5分 | 公式記録 | 前田一樹 60+4分 |

| 富士北麓公園陸上競技場（天然芝） 観客数: 100人 主審: 栁村彩乃 |

### 決勝
| #31 | 2021年8月23日 10:00 |

| 神村学園中等部        | 2 - 2 (延長) | 青森山田中学校              |
| 名和田我空 17分, 25分 | 公式記録     | 大沢悠真 24分 · 三浦陽 54分 |
|                       | PK戦         |                             |
|                       | 4 - 2        |                             |

| JITリサイクルインクスタジアム 観客数: 160人 主審: 藤澤達也 |

### 注記
1. ↑  新座市立第二中学校の出場辞退に伴い、枚方市立第四中学校が不戦勝でラウンド16に進出。